# 曾坪郡

行政區劃圖

曾坪郡（：／ Jeungpyeong gun */?）是大韩民国忠清北道的一个郡。下辖1个邑1个面。土地面积81.84平方公里。人口31276人（2008年）。2003年8月30日设立。
交通有中央高速公路，忠北線铁路。教育有忠州大学校。

## 友好城市
- 中国江蘇省灌南县
- 中国黑龍江省七台河市[1]（2013年6月16日）

## 外部連結
- Jeungpyeong County government home page
- 曾坪郡简介 （页面存档备份，存于）